# Neallogaster schmidti
Neallogaster schmidti – gatunek ważki z rodziny szklarnikowatych (Cordulegastridae).